# Bluetooth Special Interest Group
Bluetooth Special Interest Group (Bluetooth SIG) je pravna oseba, ki nadzira razvoj standardov bluetooth in zainteresiranim izdelovalcem izdaja licence za tovrstne tehnologije in blagovne znamke. Skupina je bila ustanovljena leta 1998 in je v zasebni lasti s sedežem v ameriškem mestu Bellevue.
Bluetooth se je začel razvijati leta 1994, ko je Ericsson začel raziskovati alternative kablom, ki so povezovali prenosne telefone z njihovimi dodatki. Raziskave so pokazale, da je najboljši način radijska tehnologija, ki ni usmerjena in ne potrebuje vidljivosti kot infrardeča povezava.
Februarja 1998 so podjetja Ericsson, Intel, IBM, Toshiba in Nokia ustanovila skupino Bluetooth SIG (Special Interest Group) in sicer z namenom definiranja in uveljavljanja specifikacije tehnologije bluetooth.
Maja 1998 so ustanovitelji Bluetooth SIG javno objavili imena ustanoviteljskih podjetij in povabili ostala podjetja k sodelovanju. Novo pridružena podjetja (adoptanti) se morajo seveda obvezati, da bodo podpirala bluetooth specifikacijo. Decembra 1999 so se skupini Bluetooth SIG pridružila še štiri pomembnejša podjetja: Microsoft, Lucent, 3Com in Motorola.
Danes je v skupini Bluetooth SIG združenih več kot 2000 podjetij, kar predstavlja več deset tisoč posameznikov s celega sveta.
Vsako registrirano podjetje, ki se želi priključiti skupini SIG, mora izpolniti obrazec, ki je objavljen na njihovi spletni strani. Ta obrazec obvezuje člane, da k razvoju bluetootha prispevajo svoje tehnologije. V zameno jim Bluetooth SIG hkrati zagotavlja licenco za vse izdelke, ki uporabljajo tehnologijo bluetooth. Podjetja, ki ne podpišejo članske pogodbe s skupino SIG, nimajo pravice uporabljati tehnologije bluetooth. Poleg brezplačne licence za uporabo tehnologije bluetooth in patentov pa imajo pridružena podjetja tudi pravico do uporabe zaščitne znamke Bluetooth, z nekaterimi omejitvami.